# Бреттон-Вудская конференция

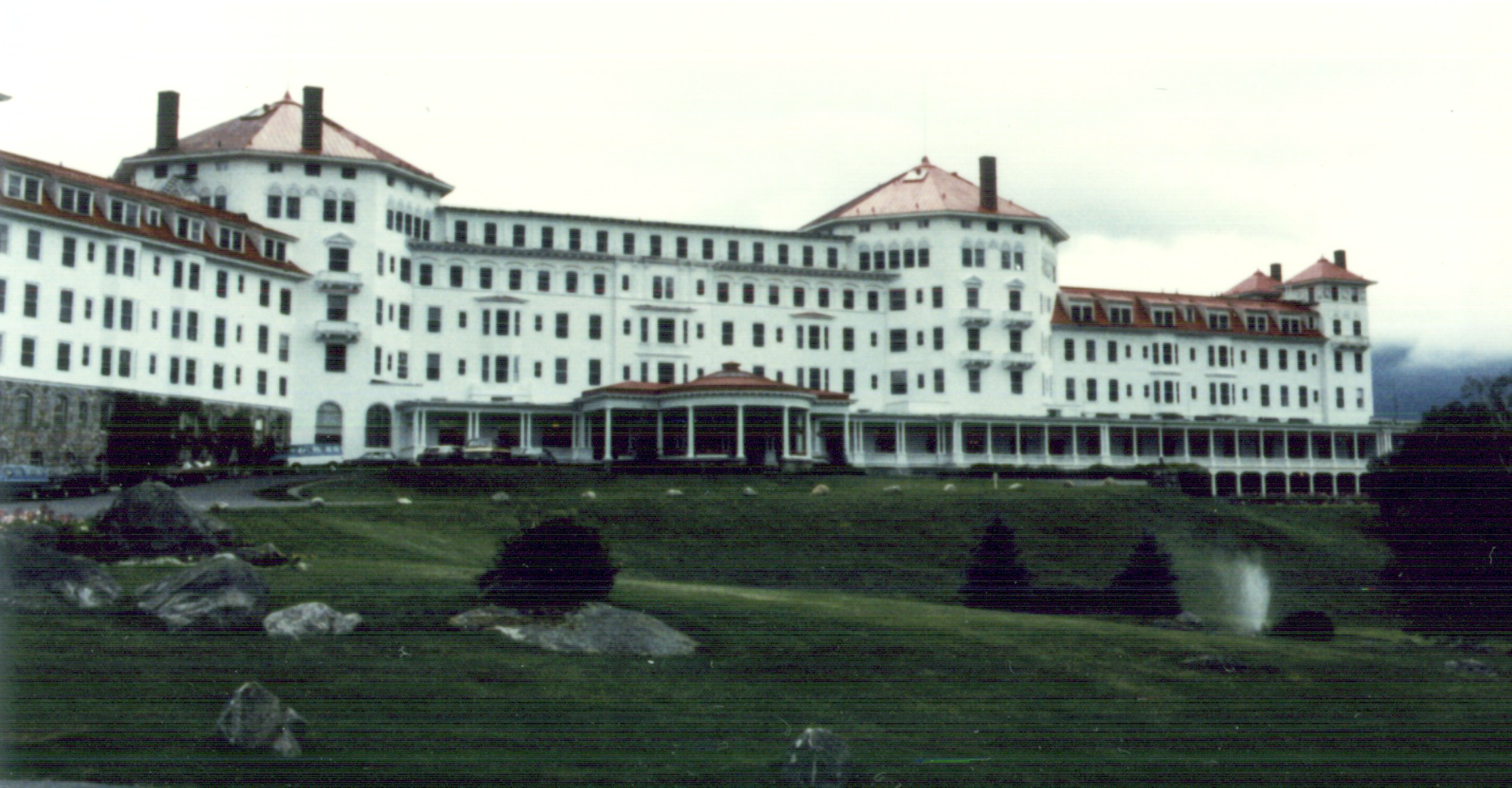
Отель «Маунт Вашингтон», где проходила Бреттон-Вудская конференция

Бреттон-Вудская конференция, или официально — Валютно-финансовая конференция Объединённых Наций (англ. The United Nations Monetary and Financial Conference) — международная конференция, состоявшаяся в июле 1944 года в США, штат Нью-Гэмпшир, Бреттон-Вудс, отель «Маунт Вашингтон».

## Участники конференции

Участники делегаций СССР и США на конференции в Бреттон-Вудсе, 1944 г.

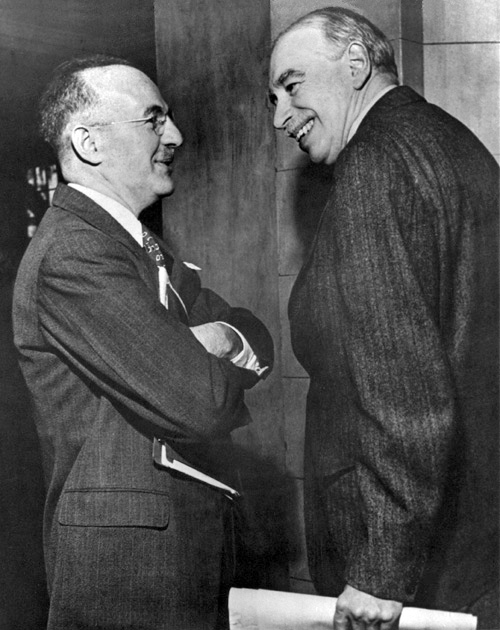
Гарри Декстер Уайт, представлявший на конференции США (слева), и Джон Мейнард Кейнс, представлявший Великобританию (справа), на Бреттон-Вудской конференции

На конференции присутствовали 730 делегатов из 44 государств, участников антигитлеровской коалиции. Конференция проходила с 1 по 22 июля 1944 года. Целью конференции было развитие международных валютных и финансовых отношений по окончании Второй мировой войны.
Председательствовал на конференции министр финансов США Генри Моргентау. Делегацию США возглавлял Гарри Уайт. Делегацию СССР возглавлял заместитель наркома внешней торговли М. С. Степанов. Делегацию Китая возглавлял Чан Кайши. Позитивным моментом было сотрудничество делегаций США и СССР.
Представители СССР принимали активное участие в выработке итоговых документов конференции. Однако после конференции правительство СССР приняло решение о неприсоединении к работе Всемирного банка и Международного валютного фонда.

### Перечень стран-участниц
В работе конференции приняли участие представители 44 государств:
Австралия, Бельгия, Боливия, Бразилия, Великобритания, Венесуэла, Гаити, Гватемала, Гондурас, Греция, Доминиканская республика, Египет, Индия, Иран, Ирак, Исландия, Канада, Китай, Колумбия, Коста-Рика, Куба, Либерия, Люксембург, Мексика, Нидерланды, Никарагуа, Норвегия, Новая Зеландия, Панама, Парагвай, Перу, Польша, Сальвадор, Соединённые Штаты Америки, Союз Советских Социалистических Республик, Уругвай, Филиппины, Франция, Чехословакия, Чили, Югославия, Южно-Африканский Союз, Эквадор, Эфиопия.

## Работа конференции
Конференция проходила в форме пленарных заседаний, работы в комиссиях и комитетах.
Комиссию I по Международному валютному фонду (International Monetary Fund) возглавлял представитель США Гарри Декстер Уайт.
Комиссию II по Международному банку реконструкции и развития (Bank for Reconstruction and Development) возглавлял представитель Великобритании Джон Мейнард Кейнс.
Комиссию III по вопросам международного финансового сотрудничества (International Financial Cooperation), возглавлял представитель Мексики Эдуард Суарес (Eduard Suárez).

## Результаты конференции
Были подписаны соглашения:
- о создании таких международных институтов как
  - Международный валютный фонд — МВФ;
  - Международный банк реконструкции и развития — МБРР (будущий Всемирный банк),
- о принципах формирования валютных обменных курсов.

### Международный валютный фонд
Основной целью Международного валютного фонда должно было стать расширение международной торговли, а важнейшим условием достижения этой цели — поддержание стабильности курса валют стран-участников путём предоставления средств для выравнивания их платёжных балансов. Уставный капитал Международного валютного фонда был установлен в размере 8 миллиардов 800 миллионов долларов. Наибольшие квоты в миллионах долларов США устанавливались: для США — 2750 (31,25 %), Великобритании — 1300 (14,8 %), СССР — 1200 (13,6 %), Китая — 550 (6,25 %), Франции — 450 (5,1 %), Индии — 400 (4,5 %), Канады — 300 (3,4 %), Голландии — 275 (3,1 %), Бельгии — 225 (2,5 %) и Австралии — 200 (2,3 %).
Взносы должны были производиться в золоте и в собственной национальной валюте. Золотая часть взноса должна составлять либо 25 % суммы квоты данной страны, либо 10 % её запасов золота и конвертируемой в золото иностранной валюты в зависимости от того, какая из этих сумм меньше.
Конференция отклонила поправку советской делегации о том, что взносы золотом стран, чья территория потерпела значительный ущерб от вражеских действий или оккупации, определяются в три четверти установленных норм.

### Международный банк реконструкции и развития
На конференции был также принят проект положения о Международном банке реконструкции и развития. Основная цель МБРР — оказание помощи государствам-членам в реконструкции и развитии их хозяйства. По настоянию советской делегации в устав банка было включено указание, что его целью является также финансовое содействие восстановлению разрушенного Второй мировой войной хозяйства. Необходимым предварительным условием для вступления в МБРР является участие соответствующей страны в Международном валютном фонде.
Капитал банка определён в 10 миллиардов долларов, разделённых на 100 тысяч акций по 100 тысяч долларов каждая. Доля крупнейших стран в капитале банка составляла: США — 3175 млн долларов, Англия — 1300, СССР — 1200, Китай — 600, Франция — 450. Из общей суммы квоты в капитале банка лишь 20 % подлежат оплате в начале операций, а остальные 80 % могли быть потребованы банком в случае необходимости. Из этих 20 % одна десятая часть, то есть 2 % суммы подписки, должна быть внесена золотом или долларами США. По предложению советской делегации странам, пострадавшим от вражеской оккупации или военных действий, предоставлена пятилетняя отсрочка в оплате 25 % причитающегося с них взноса в золоте.
Не менее половины золота, вносимого в качестве вклада в капитал МВФ и МБРР, должно было храниться в США, не менее 40 % золота должно было храниться в остальных четырёх странах, составляющих пятёрку крупнейших акционеров: Великобритании, СССР, Китае, Франции.

## Реализация принятых решений
Большинство стран — участников конференции в Бреттон-Вудсе ратифицировало соглашение о создании Международного валютного фонда и Международного банка реконструкции и развития (Всемирного банка), и эти соглашения вошли в силу. Советский Союз указанные соглашения не ратифицировал и взносы золотом не осуществлял.
В ходе обсуждений предлагаемая Джоном Кейнсом идея ввода международной валюты банкор была отклонена Гарри Уайтом. По итогу конференции была выработана Бреттон-Вудская валютная система, основанная на фиксированном золотом паритете доллара США (35 долларов = 1 тройской унции золота).  Для валют же всех остальных стран предусматривалось, в свою очередь, установление курса обмена на доллар США исходя из взаимного торгового баланса. На основании того, что к золоту оставался привязан лишь доллар США, и по условиям о взносах в МВФ и МБРР золотые запасы многих стран были переданы на хранение в ФРС США. Бреттон-Вудская система действовала 27 лет, пока 15 августа 1971 года Ричард Никсон не объявил о прекращении обмена долларов на золото для иностранных правительств (см. Никсоновский шок), что означало выход США из системы для возможности ничем не ограниченной эмиссии. 
Однако официально Бреттон-Вудская система действовала до 1978 года, когда вступила в действие Ямайская валютная система. С 1971 по 1973 гг. курс золота для всех стран-участниц устанавливался по-прежнему в долларах США, которые из-за активной эмиссии стали обесцениваться относительно золота и других валют. Это сделало выгодным экспорт товаров из США, а ввозные пошлины в США были повышены на 10 процентных пунктов, что в целом создало более выгодные условия для производителей в США относительно производителей из других стран. В частности, нефтяные контракты, номинированные в долларах как резервной валюте Бреттон-Вудской системы, стали приносить всё меньше доходов другим экспортёрам в национальных валютах, остававшихся «крепкими». Одним из ответов других стран стала вынужденная девальвация своих валют вслед за долларом США, другим ответом — сокращение экспорта. Сокращение добычи нефти странами ОПЕК в 1973 году стало неожиданным событием для таких планов США. С 1973 года США из-за дорожающего во всём мире важнейшего товара — топлива — изменили первоначальные планы: прекратили экспорт своей нефти и стали, наоборот, импортировать её вне зависимости от потребности в ней в обмен на эмитируемые нефтедоллары, ещё больше увеличив влияние своей валюты в мировой экономике.
Международные институты МВФ и Всемирный банк, созданные в ходе конференции, продолжают функционировать и при Ямайской системе. Золотые запасы некоторых стран продолжают храниться в США и в 2020-е годы. Правопреемница Советского Союза — Российская Федерация — присоединилась к МВФ и Всемирному банку в 1992 году, уплатив все необходимые взносы.